# Eurymerodesmus angularis
Eurymerodesmus angularis är en mångfotingart som beskrevs av Ottis Robert Causey 1951. Eurymerodesmus angularis ingår i släktet Eurymerodesmus och familjen Eurymerodesmidae. Inga underarter finns listade i Catalogue of Life.